# Richard de Lalonde
Richard de Lalonde (1735 – 1808) è stato un incisore francese, artigiano dell'ornamento architettonico e dell'arredamento.

## Biografia

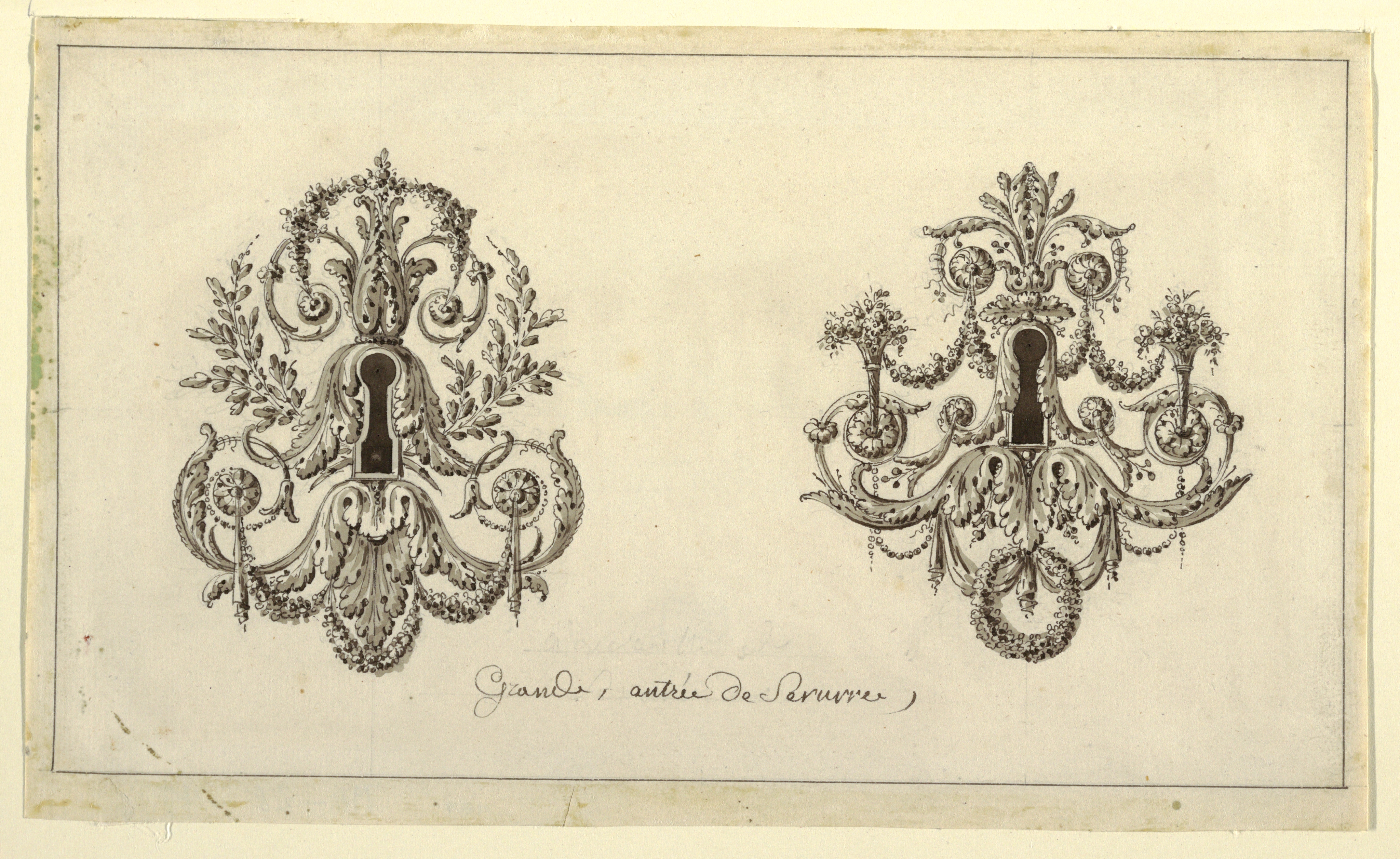
Design per due piatti, 1780, Cooper Hewitt, Smithsonian Design Museum

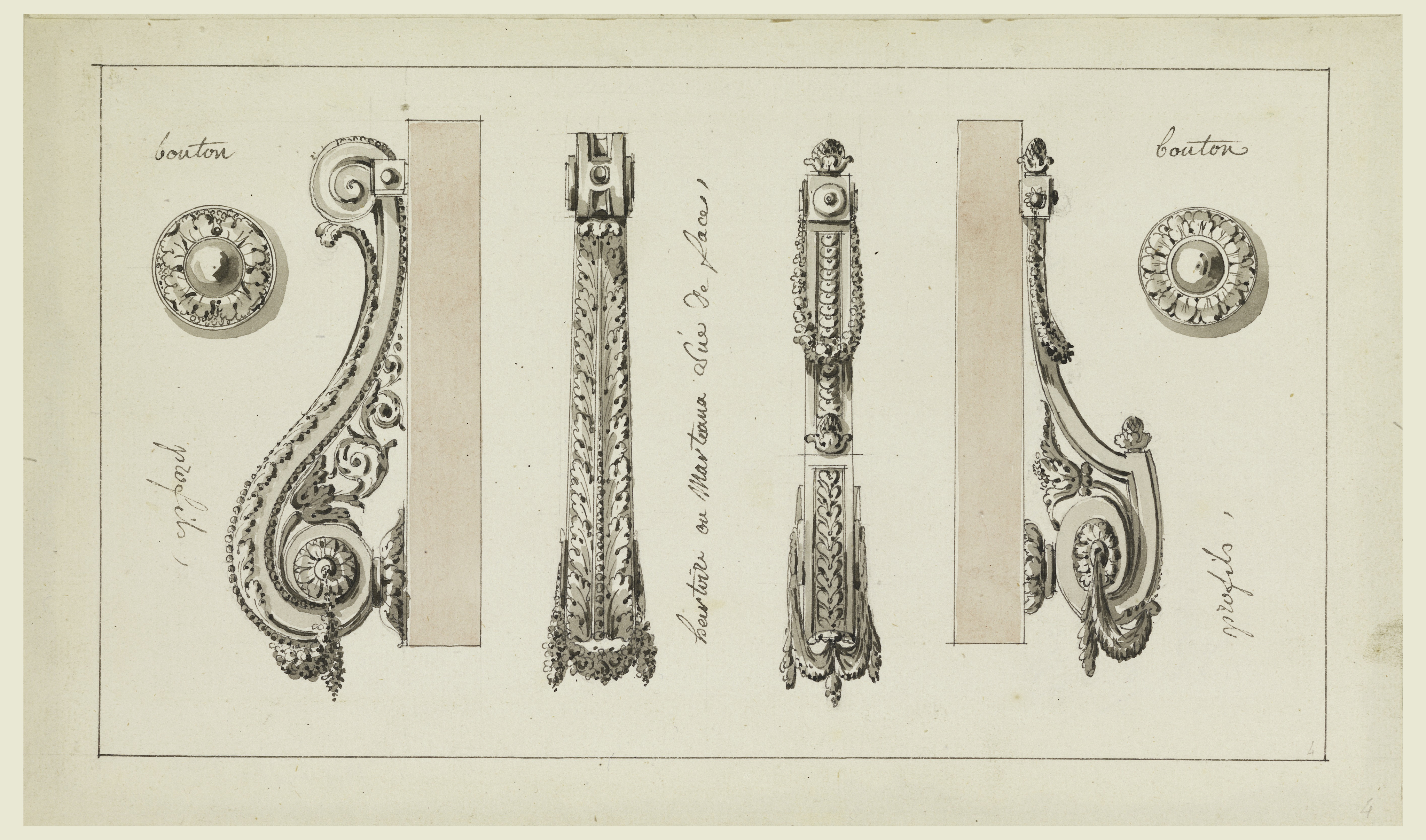
Design per due battenti delle porte, 1780, Cooper Hewitt, Smithsonian Design Museum

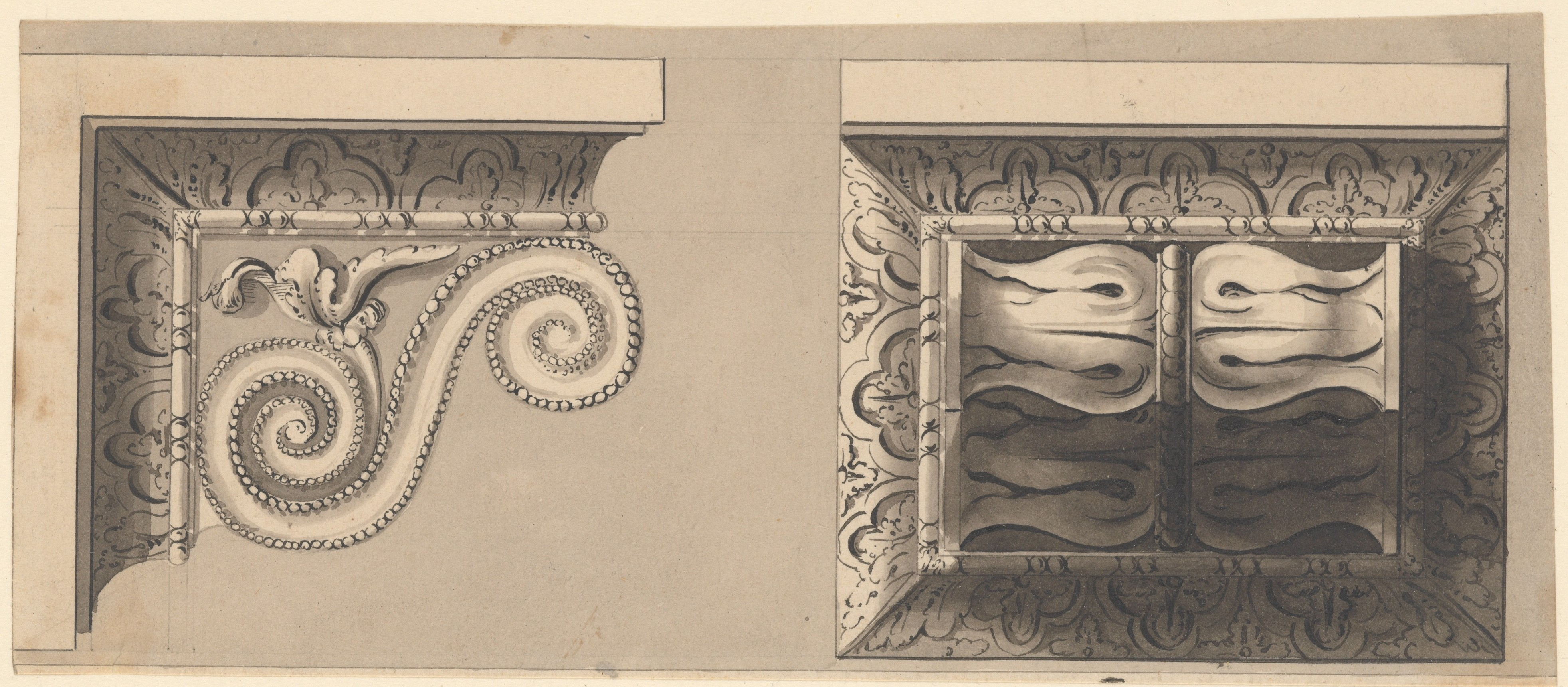
Design di ornamenti, 1770, Metropolitan Museum of Art

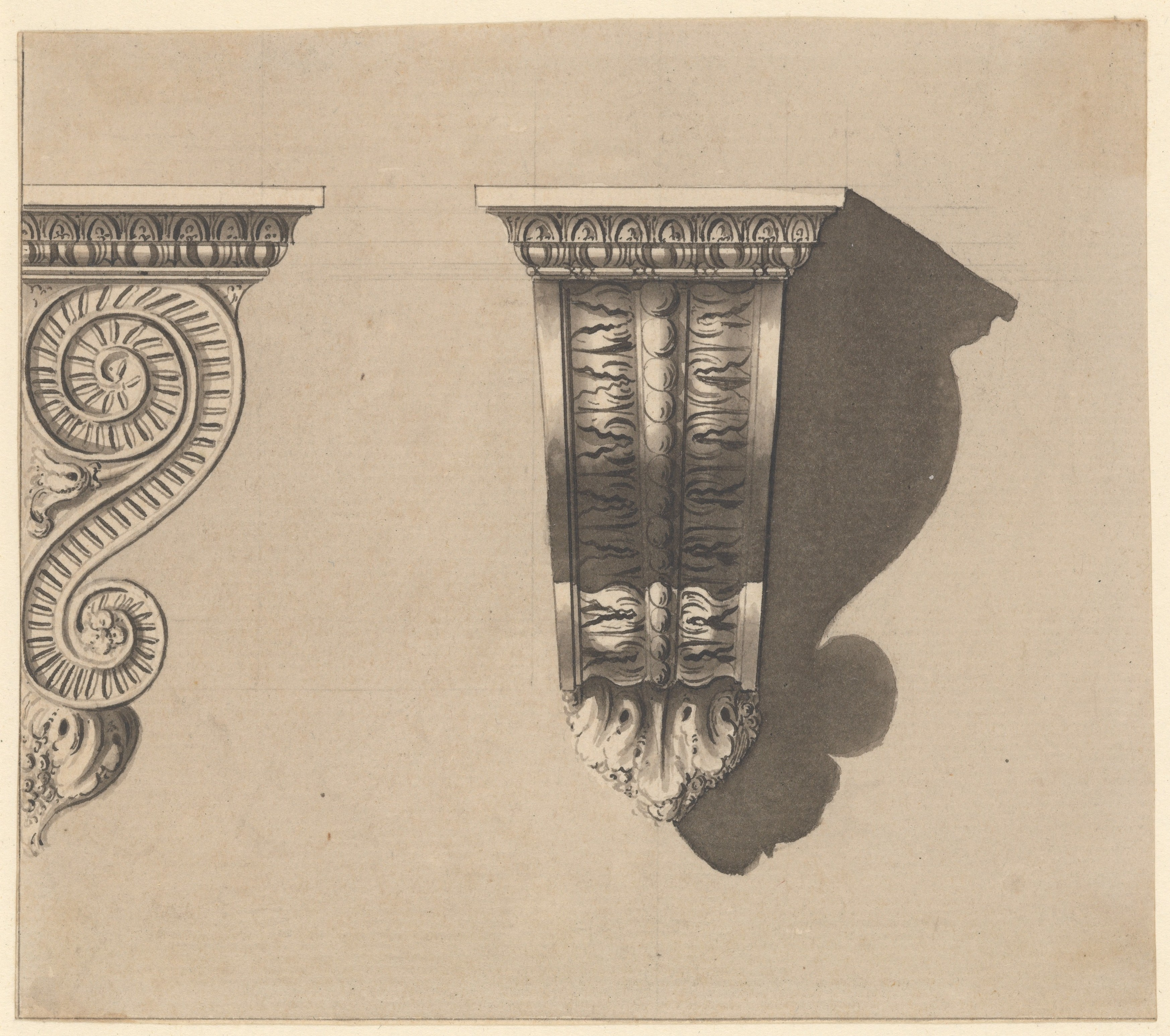
Design di ornamenti, 1780, Metropolitan Museum of Art

Richard de Lalonde fu un ornatista nato nel 1735, attivo fra il 1780 e il 1796, che si mise in evidenza per una serie di incisioni raffiguranti i suoi progetti e i suoi studi riguardanti la sistemazione decorativa di ambienti e alla creazione di mobili.
Non contribuì direttamente alla nascita e alla diffusione delle tipiche forme classicheggianti dello Stile Luigi XVI, già in ascesa nell'ultimo periodo del regno di Luigi XV di Francia, ma fu probabilmente il progettista che caratterizzò questo stile con le configurazioni e gli aspetti più autonomi.
Pur essendo un artigiano ed un artista dotato di grande fantasia nel progettare e realizzare i dettagli ornamentali, nelle forme dei mobili manifestò una notevole prudenza conservatrice e tradizionalista.
Quando si attivò come ornamentista, lo Stile Luigi XV era entrato in una fase di declino, però Lalonde non trascurò le linee dalle morbide sagome dello stile in via di superamento e le riportò anche nei mobili progettati nel periodo stilistico successivo.
Le stesse sue caratteristiche conservatrici lo collocarono in una posizione distante dalle forme, ancora più classiche, dello Stile Direttorio, contraddistinto da una parte ad una semplificazione delle forme del Luigi XVI e dall'altra ad un irrigidimento della linea del mobile che prelude all'Impero, anche se questo stile si era già diffuso quando Lelonde sospese la sua attività.

## Opere

### Pubblicazioni
- Oeuvres Diverses de Lalonde, vol. 1, 1790 circa;
- Oeuvres Diverses de Lalonde, vol. 2, 1792 circa;
- Oeuvres Diverses de Lalonde, vol. 3, 1794 circa;
- Berlines de Parade et Vis-à-vis ..., 1796 circa.